# Kolbäcksbron

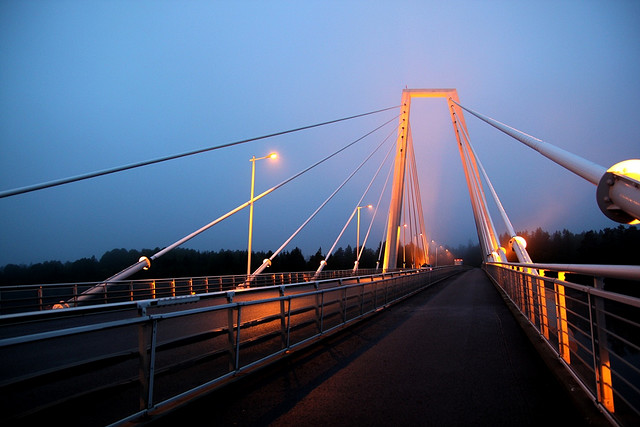
Kolbäcksbron med rosa belysning för att stödja Rosa bandet.

Kolbäcksbron är en broförbindelse i östra Umeå, och består av två broar: Pylonbron över Storån på 530 m och Lillåbron på 170 m, vilket gör en totallängd på 700 m. Bron började byggas 1998 och invigdes den 5 september 2001. Bron kostade totalt 120 miljoner kronor att bygga. Kolbäcksbron är Umeå tätorts fjärde vägbro över Umeälven och ingår i ringleden runt Umeå. Över bron passerar E4 (sedan 2012).
Kålbäcksbron är ritad av bro- och Landskapsarkitekt Inger Berglund, Falun,  som även ritat ett antal vägbroar över E4:an inom ramen för Högakustenprojektet. Inger Berglund har även ritat Öresundsbrons anslutning till Pepparholm och Stäketbron i Stockholms län. 